# Hawara
Hawara (en arabe هوارة) est un site archéologique situé en bordure du Fayoum en Égypte, au sud de Crocodilopolis. Karl Richard Lepsius fut le premier égyptologue à fouiller le site en 1843, découvrant ainsi les vestiges de la pyramide d'Amenemhat III et du fameux labyrinthe. En 1888, l'égyptologue britannique William Matthew Flinders Petrie fit la découverte, au nord de cette pyramide, d'une vaste nécropole où il mit au jour plus de 146 portraits sur des cercueils datant de l'époque romaine. Ce sont les fameux portraits du Fayoum. Au sud de la pyramide, se trouve la sépulture inachevée de la princesse Néferou-Ptah.